# エリザベス・キース

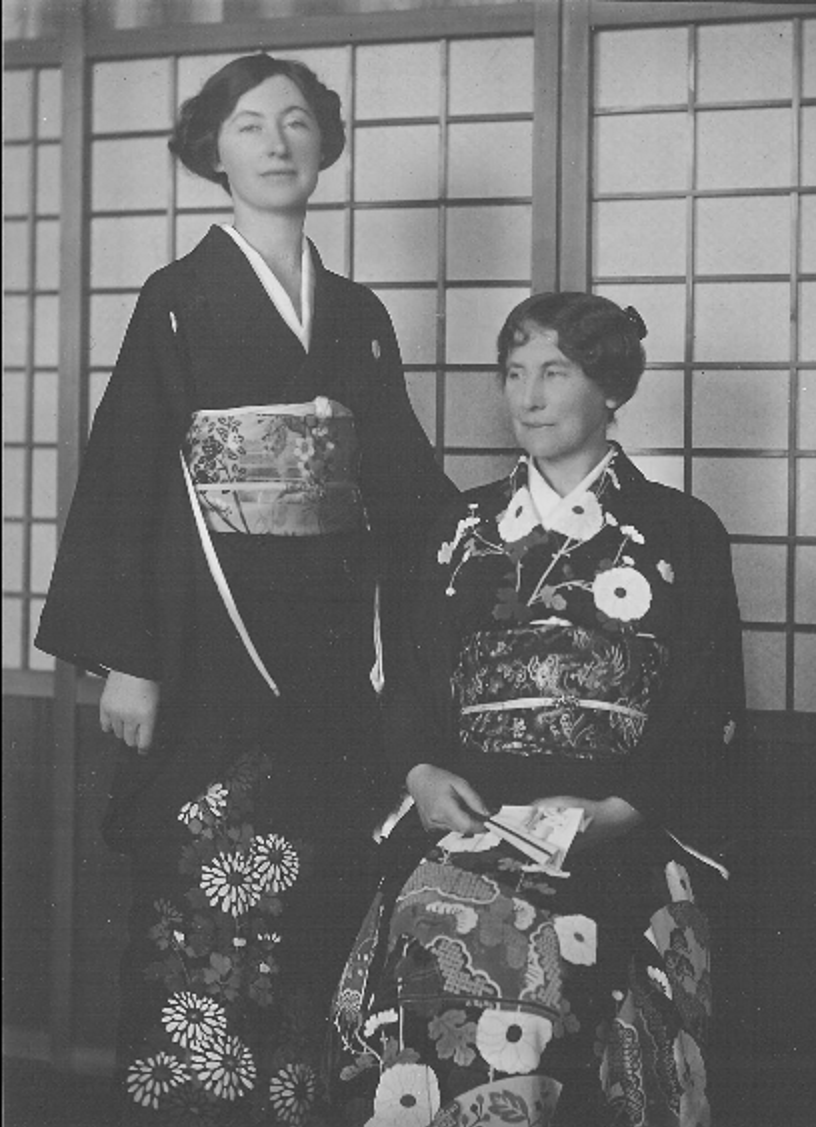
エリザベス・キース(左)と姉

エリザベス・キース（Elizabeth Keith、1887年 - 1956年4月）は、イギリスの女性版画家。日本で浮世絵を学び、アジア各地を描いた作品で知られる。

## 来歴
スコットランドに生まれる。キースは独学で水彩画などを描いていた。1915年に28歳となったキースは、東京で『新東洋（The New East）』という雑誌を刊行していたロバートソン・スコット（en:J. W. Robertson Scott）という男性と既に結婚していた姉のエルスペットを訪ねて初来日した。そこで日本の風景や風俗が実に絵画的であることに惹かれ、浮世絵の技法を学んだ。以降9年間に及んだ長期滞在期間中と、1929年から1933年に再来日をした際に、姉と一緒に日本を始め、日本統治時代の朝鮮、中国、シンガポール、フィリピン、東南アジアなどを旅行し、各国の風景や人々の極めてありふれた日常を木版画に残しており、1938年頃までに100点以上の作品を残している。
キースは1917年11月22日から24日の3日間、義兄ロバートソン・スコットの会社、新東洋社から『苦笑して我慢して』（慶応義塾図書館所蔵）という風刺画集を刊行、華族会館（現・霞会館）において1冊5円として頒布会を行っている。この画集ではヘンリー8世姿の後藤新平、「お嬢ちゃん」と題された着物の娘姿の新渡戸稲造、「青い鳥」と題された米国大使参事官のウィラー、酋長姿のイギリス大使グリーンのほか、徳川家達など62名の人物が風刺をもって描かれている。この頒布会は第一次世界大戦の最中であった当時、赤十字社主催のチャリティーとして、傷病兵救助のための義援金を集める目的で行われた。この展示会がキースにとって画家として初めての展覧会であり、同時に多くの寄付金を集めることができ大成功を収めた。
1919年に、三越において朝鮮半島を描いた水彩画の個展を行った時に、キースは版元の渡辺庄三郎と出会い、木版画の制作を薦められ、同年から渡辺版画店で木版画を作り始めている。同年三・一運動の勃発直後、姉とともに初めて朝鮮を訪れ、3か月間滞在してからは韓国に関心を持ち始めた。そして、朝鮮に滞在中、キースは朝鮮人の生活ぶりに深い興味を持ち、ソウル、元山、咸興、平壌、リンガンサンなどを旅しながら、各地の風景と風俗を主題に作品を制作した。キースは1921年9月20日と22日の両日間、ソウルの長谷天井（現・小公洞）の銀行集会所で第1回個展を開催、1934年2月頃には三越（現・新世界）百貨店画廊で第2回個展を開催したことがあり、東京においても朝鮮を主題にした作品で展示会を開いている。
帰国の途上、米国で巡回展を成功させ、1924年にロンドンに帰郷、王立芸術院で展覧会を開催したのち、1926年にはパリでも開催した。ロンドンのCentral School of Arts and Craftでエッチングなどを学び、1930年代には2度の来日を果たした。
1925年に描かれた新版画「藍と白」では、陶器店のショーケースを眺める女性が描かれており、店の暖簾、店頭の染付、女性がさす和傘や浴衣など藍色と白の組み合わせにより、日本の夏の日常の様子を巧みに捉えている。さらに店のショーケースには、葛飾北斎の錦絵「神奈川沖浪裏」が飾られており、キースが北斎の藍摺「富嶽三十六景」を強く意識し、また、北斎のことを敬慕していたと思われる。また、1928年にはアメリカにおいて展覧会を開いている。キースの作品は優れた描写力と原色による新鮮で装飾的な色彩、安定した構図など鮮やかな臨場感を与えるものであった。彼女は日本で浮世絵を学んだ経験をもつが、朝鮮の風俗を描いた作品からはその影響を全く感じさせないほどに朝鮮的な線描になっている。「正月の買物（ソウル）」に描かれた母子を見ると、同時期に活躍したヘレン・ハイドの作風にも通じる点がみられる。その後、第二次世界大戦により、日本が欧米諸国に批判されるなか、1956年、ロンドンで失意のうちに没した。大戦中の1946年には、姉と共著で『Old Korea』を出版した。

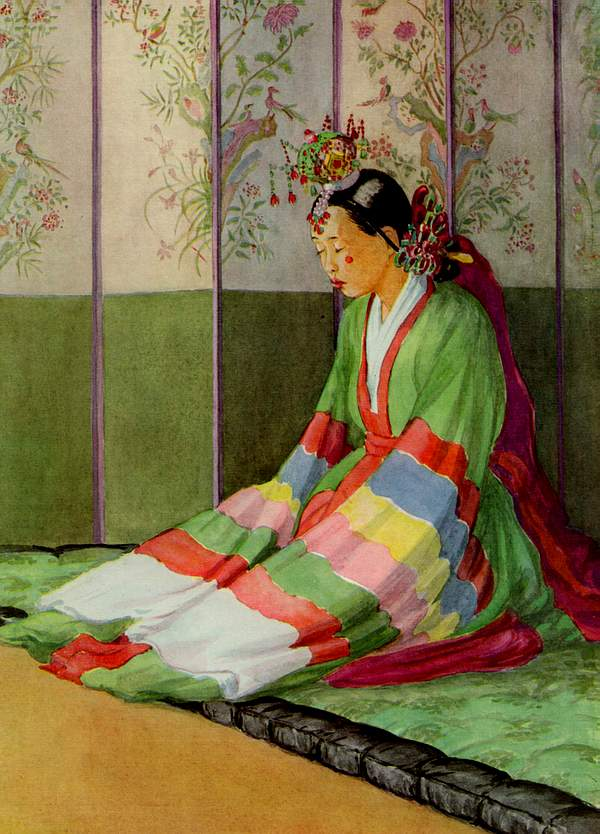
姉夫婦との共著『Old Korea』の挿絵「朝鮮の花嫁」

## 作品
- 「寺の賑い（朝鮮、金剛山）」 渡辺版画店 1920年頃 東京国立近代美術館所蔵
- 「朝鮮の学者」 渡辺版画店 1921年 東京国立近代美術館所蔵
- 「元山の学者とその弟子たち」 渡辺版画店 1921年 東京国立近代美術館所蔵
- 「正月の買物（ソウル）」 渡辺版画店 1921年 東京国立近代美術館所蔵
- 「朝のお喋り（朝鮮、咸興）」 渡辺版画店 1921年 東京国立近代美術館所蔵
- 「朝鮮の人」 渡辺版画店 1921年 東京国立近代美術館所蔵
- 「裁縫」 渡辺版画店 1921年 東京国立近代美術館所蔵
- 「雪景色」 渡辺版画店 1921年 東京国立近代美術館所蔵
- 「将棋」 渡辺版画店 東京国立近代美術館所蔵
- 「藍と白」 渡辺版画店 1925年 千葉市美術館所蔵

## 親族
姉のエルスペット(Elspet、1875-1956）は劇作家。1906年にジャーナリストのロバートソン・スコット（John William Robertson Scott, 1866-1962）と結婚し、夫ともに1915年に来日し4年半滞在、妹のエリザベスとともにアジア各地を旅し、共著で『Old Korea』を出版した。
姉の夫のロバートソン・スコットは英国カンバーランドの生まれ。両親はスコットランド低地地方出身で、父親は行商人で禁酒運動の勧誘員をしていた。いくつかの雑誌記者を経たのち、農村研究を名目に1915年に来日、1916年3月に駐日英国大使ウィリアム・カニンガム・グリーンの要請で反独親英宣伝のためのプロパガンダ要員となり、宣伝パンフレット『日本、英国及世界』や、ドイツの戦争犯罪を扇情的な挿絵とともにふんだんに書き立てた日英二か国語の『The Ignoble Warrior(邦題・是れでも武士か: 欧州戦争の原因及び行動に関する研究資料の集録)』(1916)を丸善から刊行、英国の資金援助により翌1917年には日英語併記の月刊誌『The New East（新東洋）』を創刊した。邦訳「是れでも武士か」を担当した友人の柳田国男とは日本各地の農村を調査し、1919年に帰国したのち、柳田との旅をもとに『The Foundation of Japan』（1922年刊）を執筆した。同年、イギリス婦人会（en:Women's Institutes）の活動にも関わったが、翌1923年にコッツウォルズに転居して田舎暮らしの雑誌『カントリーマン(en:The Countryman)』を創刊、1947年まで編集に携わった。過去の活動からコンパニオンズ・オブ・オナー勲章を受勲。

## 参考図書
- アジアへの眼 外国人の浮世絵師たち 横浜美術館編、横浜美術館 読売新聞社、1996年
- よみがえる浮世絵 うるわしき大正新版画展 東京都江戸東京博物館編、東京都江戸東京博物館 朝日新聞社、2009年
- 山田摩耶「エリザベス・キース『苦笑して我慢して』--アジアに魅せられた外国人絵師」『Medianet』第16号、慶應義塾大学メディアセンター本部、2009年、52-54頁、ISSN 09198474、NAID 40016899024。